# Wasahali
Wasahali és una pel·lícula catalana d'animació de l'any 2008, de la productora Fanàtik Visual, coproduïda amb Televisió de Catalunya i Movic Digital Entertainment. Amb la direcció de Marc Casanovas i Cristoph Kustler, és l'adaptació d'una obra teatral de l'autor Josep Vila titulada El camí de Wasahali.